# Border Cave
A Border Cave (Határbarlang) nevű barlang fontos régészeti lelőhely a Dél-afrikai Köztársaság KwaZulu-Natal tartományban, Szváziföld és Mozambik határaihoz közel. A barlangban talált leletek a középső kőkorszaktól a vaskorig terjedő időkből származnak, eszközök és emberi maradványok egyaránt. Az ősi leletek között sok olyan van, ami gyakorlatilag azonos a mai szanok eszközeivel, ami alapján számos tudós az ő őseiket véli megtalálni az itteni leletekben. Mások azonban ezt az etnikai azonosítást túlságosan leegyszerűsítőnek tartják.

## Elhelyezkedése
A barlang a Lebombo hegységben, annak gerince alatt mintegy 100 méterrel, 600 méter tengerszint feletti magasságban, nyugatra, Szváziföld síksága felé nézve helyezkedik el. A jura időszaki (182,1 +/- 2,9 millió éves) kőzetrétegek különböző mértékű mállása tette lehetővé a sekély barlang kialakulását.

## Kutatása
A barlang tudományos kutatása 1934-ben kezdődött, a régészek az évtizedek során jelentős eredményeket értek el. 2015-ben újabb kutatási időszakot indítottak. A legmodernebb eszközökkel végzett vizsgálatok eredményeképpen a legrégebbi rétegek korát mintegy 250 000 évben határozták meg. A leletek között emberi maradványok, kőeszközök, csonteszközök, növényi maradványok (pl. fekvőhelyek anyagából) és állati csontok vannak.
A barlang hosszú használatának maradványai lehetővé teszik a korai vadászó és gyűjtögető csoportok életének, valamint a középső kőkorszak és az újkőkorszak közötti átmenetnek a tanulmányozását.

## Galéria

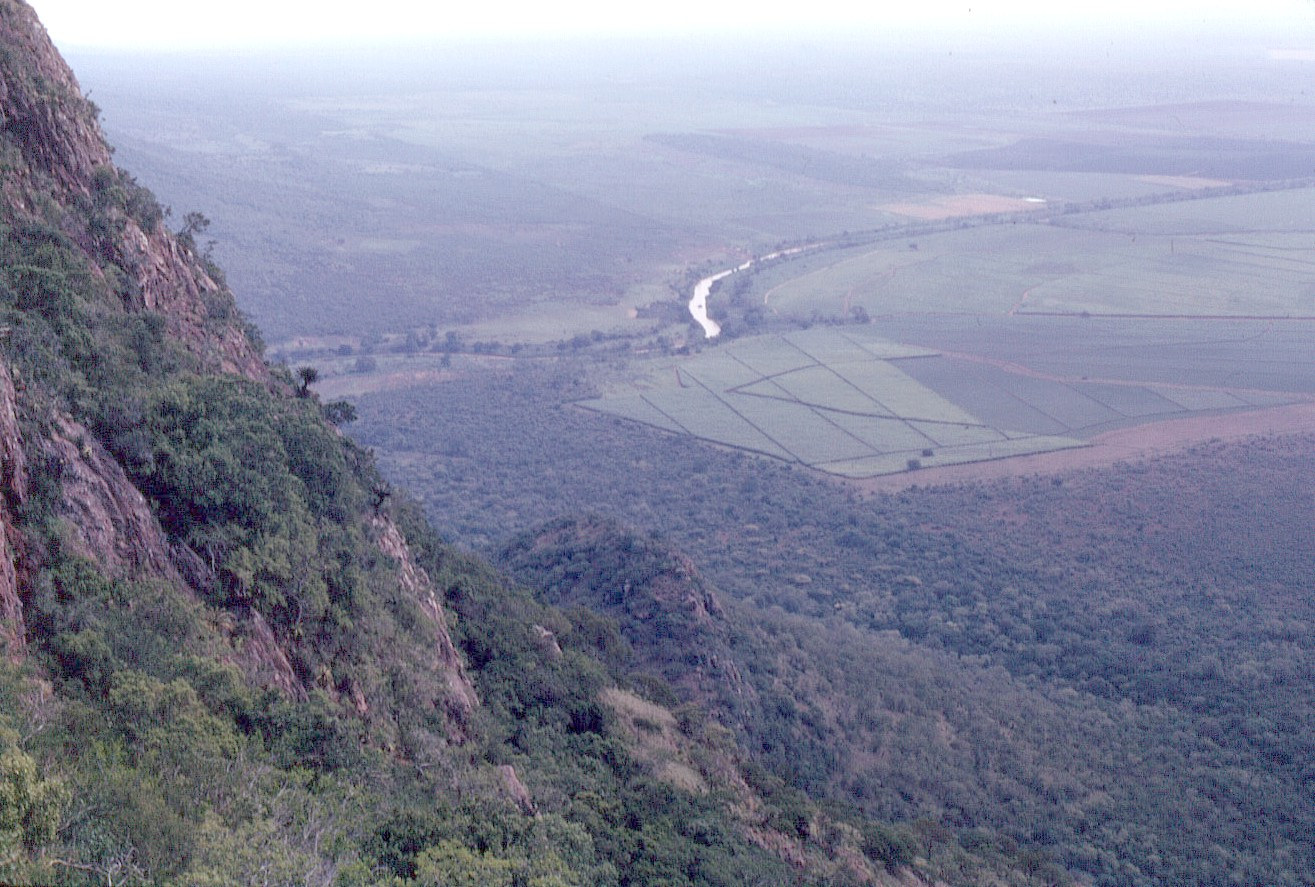
Kilátás a barlang szájából a Ngwavuma(wd) folyó felé
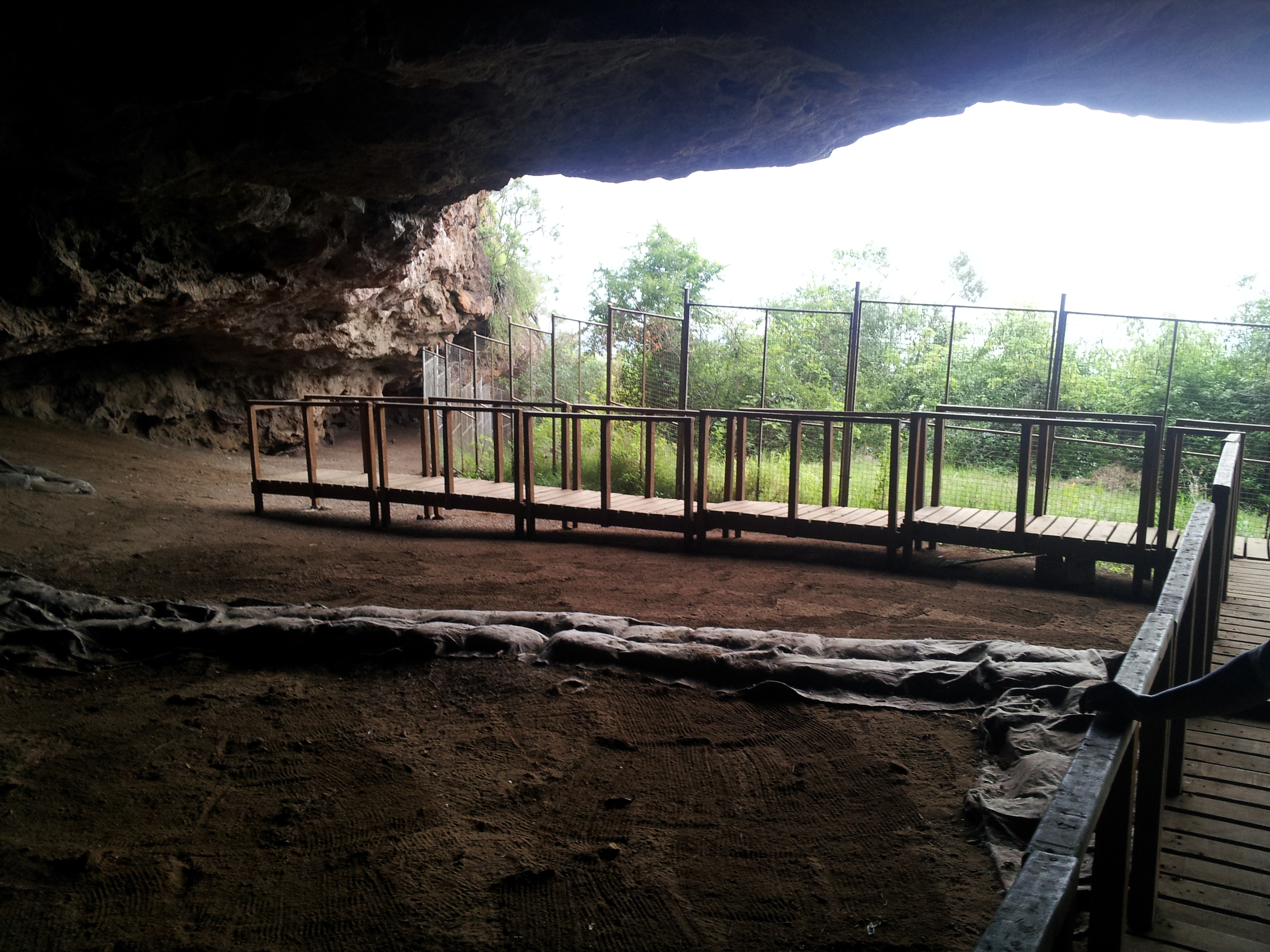
Feltáró munka barlangban
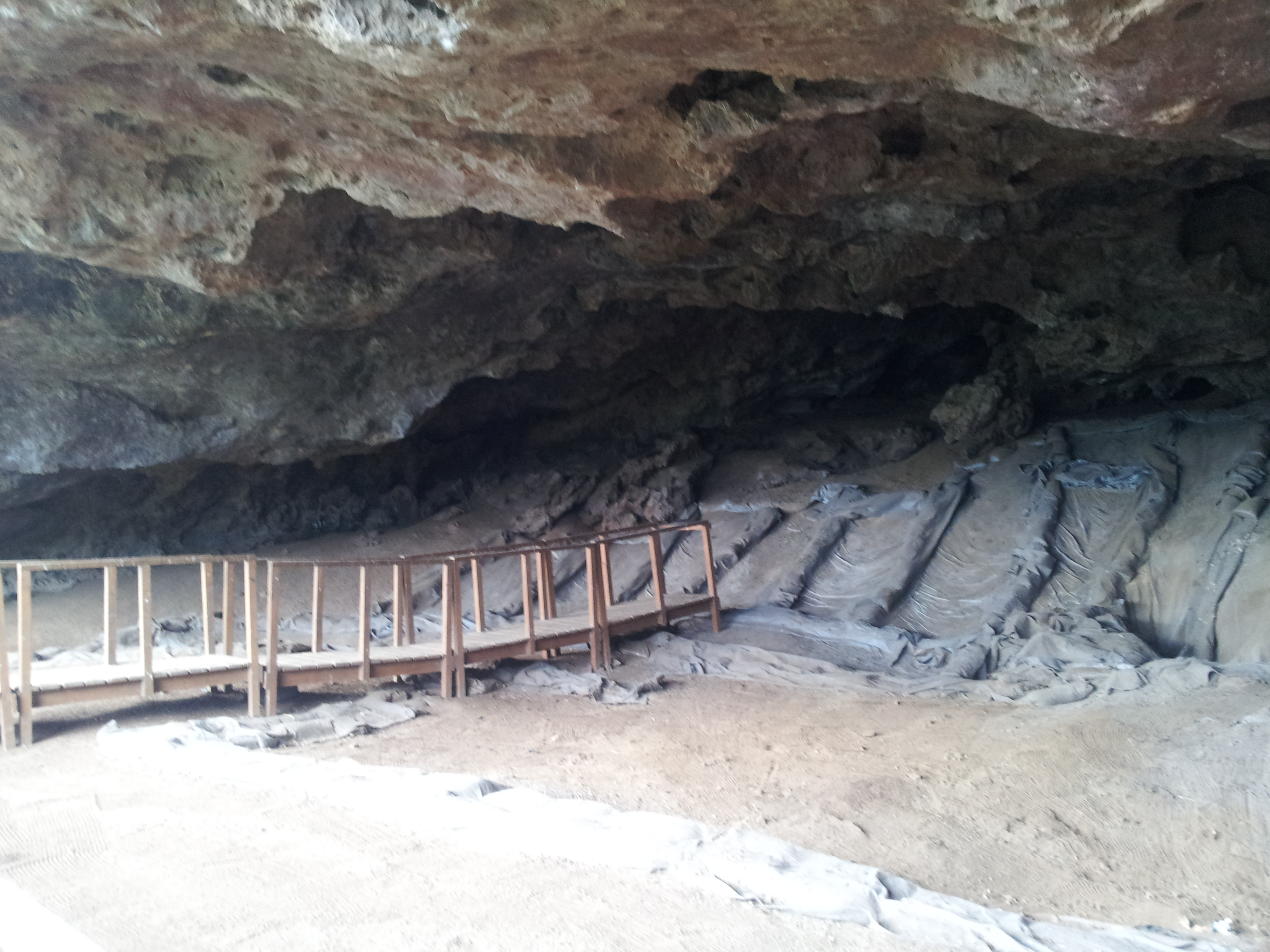
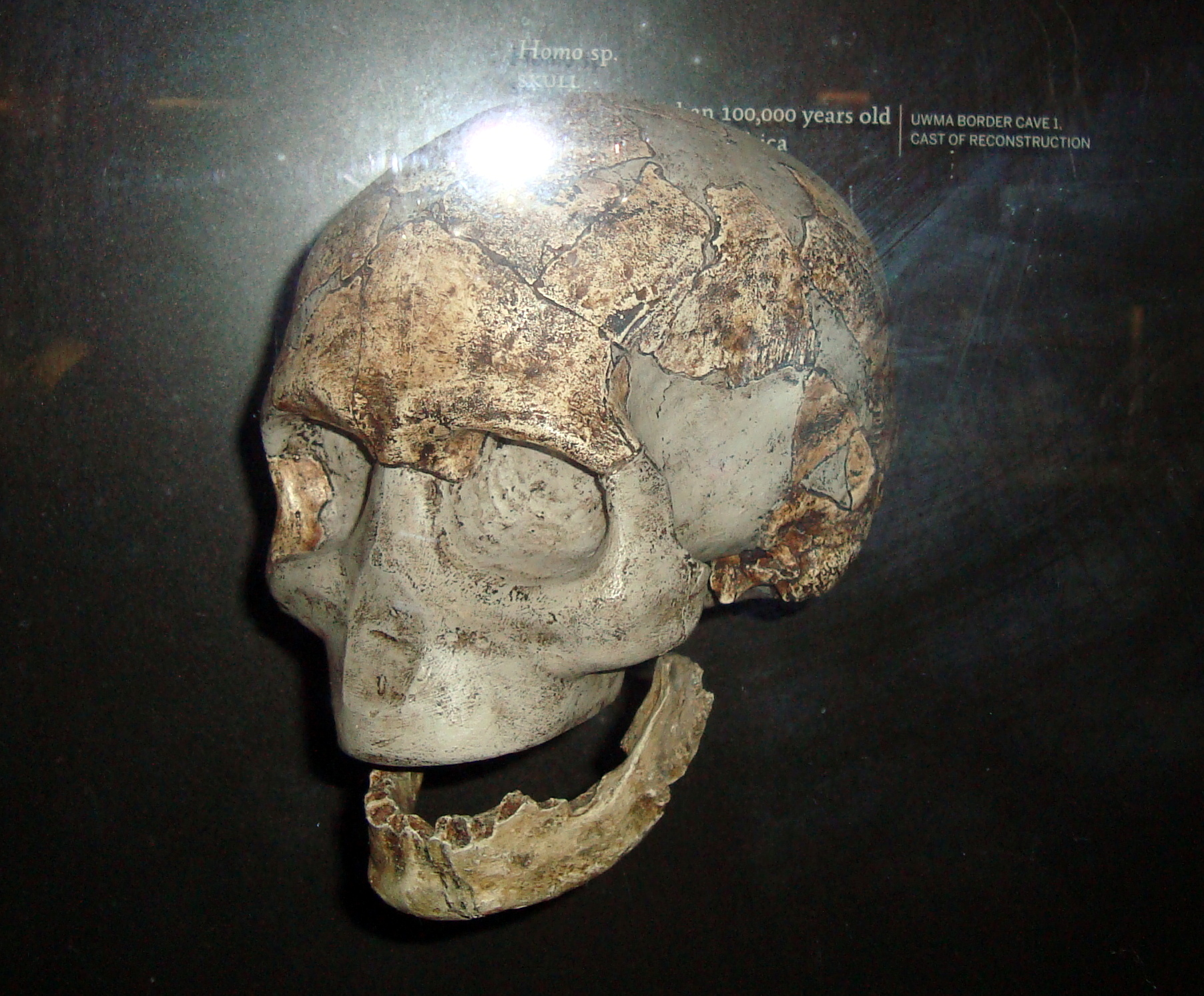
100 000 éves homo sapiens koponya

## Fordítás
Ez a szócikk részben vagy egészben  a   Border Cave című angol Wikipédia-szócikk ezen változatának fordításán alapul.  Az eredeti cikk szerkesztőit annak laptörténete sorolja fel. Ez a jelzés csupán a megfogalmazás eredetét és a szerzői jogokat jelzi, nem szolgál a cikkben szereplő információk forrásmegjelöléseként.